# Eparchia gubkińska
Eparchia gubkińska – jedna z eparchii Rosyjskiego Kościoła Prawosławnego, z siedzibą w Gubkinie. Wchodzi w skład metropolii biełgorodzkiej. 
Eparchia powstała na mocy decyzji Świętego Synodu Rosyjskiego Kościoła Prawosławnego z 7 czerwca 2012 poprzez wydzielenie z eparchii biełgorodzkiej i starooskolskiej. 

## Dekanaty
W skład eparchii wchodzi 10 dekanatów:
- borysowski;
- grajworoński;
- gubkiński I;
- gubkiński II;
- iwniański;
- jakowlewski I;
- jakowlewski II;
- krasnojaruski;
- prochorowski;
- rakitiański.